# Oratori de l'Amor Diví
L'Oratori de l'Amor Diví (Oratorio del Divino Amore) va ser una fraternitat laica, nascuda a Gènova en 1497, fundada pel laic Ettore Vernazza, deixeble de Santa Caterina Fieschi, en el marc de moviments pietosos que volien reformar la vida eclesiàstica des de dintre. L'objectiu era aplicar a la vida quotidiana els principis de la vida cristiana, fomentant la santedat dels seus membres, l'exercici de la caritat i la catequesi i la devoció privades. Era oberta a laics i sacerdots, que havien de respectar el secret i no revelar qui n'era membre, per evitar l'ostentació de formar-ne part i l'admiració per part d'altri.

## Història
Durant el final del segle xv i el començament del XVI, va haver-hi un moviment religiós d'aprofundiment en la pietat i la devoció privades, que es va reflectir en la formació de confraries i fraternitats laiques. Intentaven impulsar una transformació interna de l'Església catòlica des de la base, no des de la jerarquia. Es tractava de conrear una pietat senzilla amb un lema com ara "santifica't". El 1494, Girolamo da Vincenza va fundar a Vicenza una fraternitat que promovia la santedat dels seus membres. Al mateix lloc, Bernardino da Feltre havia fundat l'Oratorio de Sant Jeroni, que cercava els seus membres entre les classes altes de la societat per tal que exercissin la caritat i la catequesi entre ells mateixos.
L'any 1497, a Gènova, el laic Ettore Vernazza (actualment proclamat servent de Déu) va fundar, juntament amb Giovan Battista Salvaigo, Niccolò Grimaldi i Benedetto Lomellino, una fraternitat similar, que tenia com a objectiu la santificació de la vida i l'exercici de la caritat—i, per tant, demanava com a requeriment l'amor al proïsme. S'admetia un nombre limitat de sacerdots a la societat. El nom de la fraternitat era el d'Oratori de l'Amor Diví, ja que l'amor diví havia de constituir el centre de la vida cristiana.
Aviat es fundaren associacions del mateix nom a Roma, Venècia, Pàdua i Brescia. Gaietà de Thiene, de Vincenza, va ser membre de l'oratori de Roma i va fundar el grup venecià. A Verona l'introduí el bisbe Giberti. De l'oratori de Roma, per exemple, formaven part bisbes, cambrers pontificis, escrivans de la Cúria i laics; el nombre de membres, a Roma, estava limitat a seixanta.
A diferència de les societats de vida apostòlica, els membres d'aquestes fraternitats no feien vida comunitària. Són més similars als instituts seculars, però els seus membres no estan obligats a seguir, com en aquests, els vots de pobresa, castedat i obediència.

## Espiritualitat
Se'n conserven els estatuts de les associacions de Roma, Gènova i Brescia, que assenyalen com a finalitat principal de la fraternitat «sembrar i plantar als nostres cors l'amor». Els mitjans per a assolir aquest objectiu eren les reunions setmanals dels membres, en les quals s'oficiava la missa. A més, els membres havien d'oir missa cada dia (o, com a mínim, ser-hi presents en el moment de la consagració); havien de combregar un cop al mes, fer dejú un cop la setmana i recitar diàriament set parenostres i set avemaries.
En el pla pràctic, havien d'exercitar la caritat i tenir cura dels malalts, especialment dels inguaribles dels hospitals. Els oratorians van fundar i treballar a nombrosos hospitals. Així, Vernazza va fundar hospitals a Gènova, Roma i Nàpols. També hi havia hospitals d'oratorians a Vincenza, Venècia i Brescia.
Les fraternitats estaven vinculades a l'Església, que era la custòdia de la veritat i la santedat. Es distingia, però, entre la persona i el càrrec que ocupava.

## Influència
A Venècia, Tommasso Giustiniani va reunir un grup de joves amb similars intencions i un ideal de vida comunitària que no estava present a l'Oratori de l'Amor Diví.
Les associacions d'aquest tipus van tenir una influència decisiva, a través dels membres que ocuparen càrrecs en la jerarquia eclesiàstics, en els moviments de renovació de l'Església que tingueren lloc a partir del segon decenni del segle xvi i que volien una major espiritualitat de la institució.
Ordes de clergues regulars com els barnabites (fundada a Milà en 1530 per Antoni Maria Zaccaria) els somascos (fundats per Jeroni Emiliani en Venècia en 1532) o els teatins (fundats a Roma per Gaietà de Thiene en 1524) van tenir-ne origen en les fraternitats oratorianes de Milà, Venècia i Roma, respectivament.